# Guerediaga
Guerediaga (en euskera Gerediaga) es un barrio del municipio de Abadiano, en la provincia de Vizcaya, en el País Vasco (España). Tiene una población de 158 habitantes.
El barrio de Guerediaga, antigua Cofradía de Guerediaga, es una agrupación de caseríos situada al norte del municipio, entre el barrio de Matiena y la población de Berriz y Garay, cuya carretera de acceso es el eje viario del barrio.
Se distribuye entre colinas de poca altura, y atravesado por los arroyos de Olazar, Arrierreka y San Cristóbal. En Guerediaga se encuentra un caserío semiurbano, que separa de Matiena del río Arrierreka, por un puente.

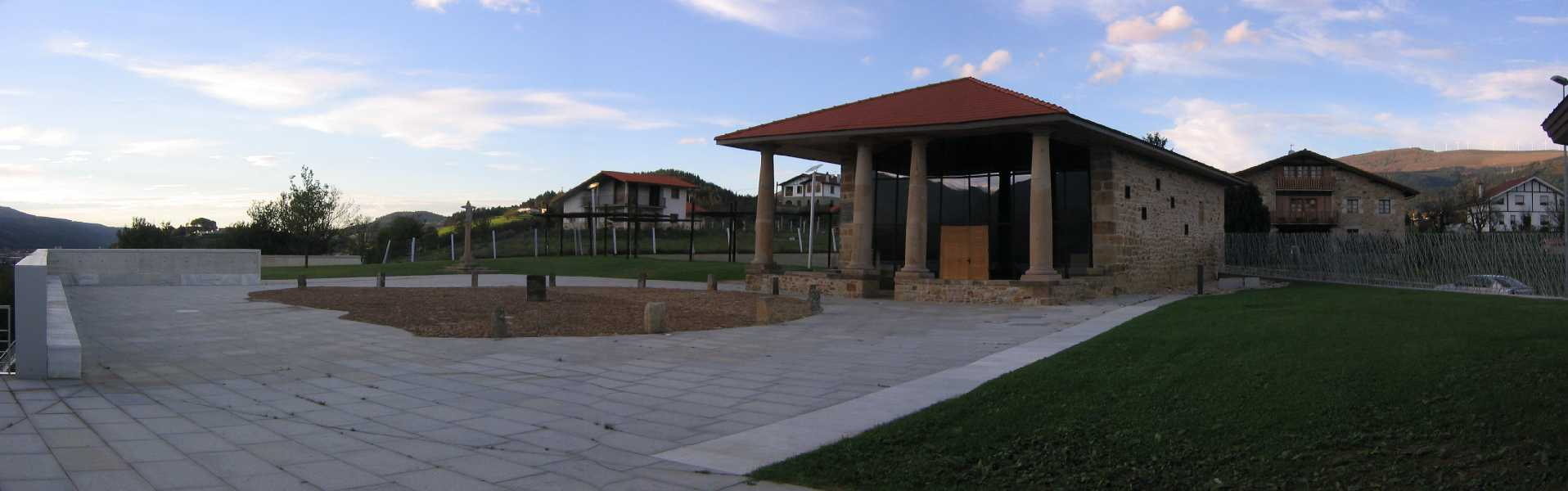
Campa Foral de Gerediaga en el año 2005.

En el lugar llamado Gerediagana se ubica la Campa Foral y la ermita de San Salvador y San Clemente, lugar donde celebraban sus reuniones las Juntas de la Merindad de Durango, en la actualidad una de las tres sedes de las Juntas Generales de Vizcaya.